# Lil Nas X/Auszeichnungen für Musikverkäufe

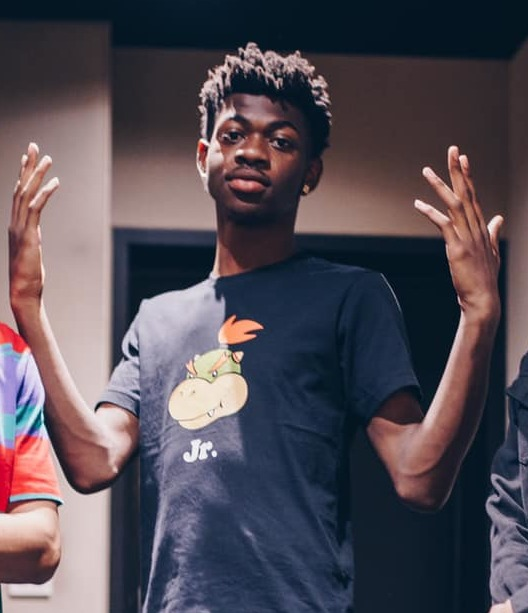
Lil Nas X (2019)

Dies ist eine Übersicht über die Auszeichnungen für Musikverkäufe des US-amerikanischen Popsängers und Rappers Lil Nas X. Die Auszeichnungen finden sich nach ihrer Art (Gold, Platin usw.), nach Staaten getrennt in chronologischer Reihenfolge, geordnet sowie nach den Tonträgern selbst, ebenfalls in chronologischer Reihenfolge, getrennt nach Medium (Alben, Singles usw.), wieder.

## Auszeichnungen
| - Vereinigtes Königreich - 2021: für die Single Holiday - 2022: für die Single Rodeo - 2024: für die Single Star Walkin’ (League of Legends Worlds Anthem) - 2025: für die EP 7 - Australien - 2021: für die Single Rodeo - 2022: für das Album Montero - Belgien - 2019: für die Single Panini - 2021: für die Single Holiday - 2021: für die Single Montero (Call Me by Your Name) - 2022: für die Single That’s What I Want - 2023: für die Single Star Walkin’ (League of Legends Worlds Anthem) - Brasilien - 2022: für das Lied Am I Dreaming - 2022: für das Lied Dead Right Now - 2022: für das Lied Dolla Sign Slime - 2022: für das Lied Tales of Dominica - 2025: für die Single He Knows - Dänemark - 2020: für die Single Panini - 2020: für die EP 7 - 2022: für die Single Holiday - 2023: für die Single Star Walkin’ (League of Legends Worlds Anthem) - Deutschland - 2022: für die Single That’s What I Want - 2023: für die Single Star Walkin’ (League of Legends Worlds Anthem) - 2023: für die Single Holiday - Frankreich - 2020: für die EP 7 - 2020: für die Single Panini - 2021: für die Single Holiday - 2022: für die Single Rodeo - Griechenland - 2021: für die Single Holiday - 2022: für die Single That’s What I Want - Italien - 2021: für die Single Panini - Kanada - 2021: für die Single Holiday - 2022: für die Single Sun Goes Down - 2022: für die Single Star Walkin’ (League of Legends Worlds Anthem) - Mexiko - 2020: für die EP 7 - 2020: für die Single Panini - 2023: für die Single That’s What I Want - Norwegen - 2021: für die Single That’s What I Want - Österreich - 2023: für die Single Star Walkin’ (League of Legends Worlds Anthem) - Polen - 2021: für die Single Rodeo - 2021: für die Single Holiday - Portugal - 2023: für die Single Star Walkin’ (League of Legends Worlds Anthem) - 2024: für das Album Montero - Schweden - 2021: für die Single Holiday - 2021: für die Single That’s What I Want - Schweiz - 2019: für die Single Panini - 2021: für die Single Holiday - Singapur - 2020: für die EP 7 - 2021: für das Album Montero - Spanien - 2024: für die Single Old Town Road (Remix) - 2024: für die Single Panini - 2025: für die Single Star Walkin’ (League of Legends Worlds Anthem) - Vereinigte Staaten - 2022: für das Lied Scoop - 2022: für die Single Sun Goes Down - 2023: für die Single Old Town Road (Diplo Remix) - Vereinigtes Königreich - 2022: für das Album Montero | - Australien - 2021: für die Single Holiday - 2023: für die Single Star Walkin’ (League of Legends Worlds Anthem) - Belgien - 2022: für die Single Industry Baby - Brasilien - 2021: für die Single Old Town Road (feat. RM of BTS) - 2022: für die Single Sun Goes Down - 2022: für das Lied Scoop - Dänemark - 2021: für die Single Montero (Call Me by Your Name) - 2023: für die Single That’s What I Want - 2023: für das Album Montero - Deutschland - 2024: für die Single Montero (Call Me by Your Name) - 2025: für die Single Industry Baby - Frankreich - 2023: für das Album Montero - Italien - 2022: für die Single That’s What I Want - 2023: für die Single Star Walkin’ (League of Legends Worlds Anthem) - 2025: für das Album Montero - Mexiko - 2022: für die Single Old Town Road - Neuseeland - 2022: für die Single That’s What I Want - Norwegen - 2019: für die EP 7 - 2021: für das Album Montero - 2021: für die Single Holiday - 2021: für die Single Industry Baby - 2021: für die Single Panini - Österreich - 2021: für die Single Montero (Call Me by Your Name) - Polen - 2020: für die Single Panini - 2023: für die Single That’s What I Want - 2023: für die EP 7 - 2024: für die Single Star Walkin’ (League of Legends Worlds Anthem) - Portugal - 2020: für die Single Panini - 2021: für die Single Holiday - 2022: für die Single That’s What I Want - Schweden - 2021: für die Single Montero (Call Me by Your Name) - 2021: für die Single Industry Baby - 2023: für das Album Montero - Schweiz - 2019: für die EP 7 - 2022: für das Album Montero - 2022: für die Single That’s What I Want - Spanien - 2024: für die Single That’s What I Want - 2024: für die Single Old Town Road - Ungarn - 2023: für die Single Star Walkin’ (League of Legends Worlds Anthem) - Vereinigte Staaten - 2024: für die Single Star Walkin’ (League of Legends Worlds Anthem) - Vereinigtes Königreich - 2021: für die Single Panini - 2022: für die Single That’s What I Want - Belgien - 2024: für das Album Montero - Dänemark - 2025: für die Single Industry Baby - Griechenland - 2021: für die Single Montero (Call Me by Your Name) - Irland - 2019: für die Single Old Town Road - Italien - 2021: für die Single Montero (Call Me by Your Name) - 2022: für die Single Industry Baby - Kanada - 2022: für die Single Rodeo - 2022: für das Album Montero - 2022: für die EP 7 - Mexiko - 2022: für die Single Montero (Call Me by Your Name) - Neuseeland - 2021: für die Single Montero (Call Me by Your Name) - 2021: für die Single Panini - 2024: für das Album Montero - 2025: für die EP 7 - Norwegen - 2021: für die Single Montero (Call Me by Your Name) - 2021: für die Single Old Town Road - 2021: für die Single Old Town Road (Remix) - Polen - 2022: für die Single Montero (Call Me by Your Name) - 2024: für das Album Montero - Schweden - 2019: für die Single Old Town Road - Schweiz - 2022: für die Single Industry Baby - Spanien - 2024: für die Single Industry Baby - Vereinigte Staaten - 2022: für die EP 7 - 2023: für die Single Holiday - 2024: für das Album Montero - Vereinigtes Königreich - 2022: für die Single Montero (Call Me by Your Name) - 2025: für die Single Industry Baby | - Mexiko - 2025: für die Single Industry Baby - Australien - 2021: für die Single Panini - Brasilien - 2021: für die EP 7 - 2022: für die Single Rodeo - Dänemark - 2023: für die Single Old Town Road - Griechenland - 2022: für die Single Industry Baby - Italien - 2019: für die Single Old Town Road - Niederlande - 2019: für die Single Old Town Road - Polen - 2023: für die Single Industry Baby - Schweiz - 2022: für die Single Montero (Call Me by Your Name) - Spanien - 2024: für die Single Montero (Call Me by Your Name) - Vereinigte Staaten - 2024: für die Single That’s What I Want - 2024: für die Single Rodeo - Australien - 2023: für die Single That’s What I Want - Belgien - 2021: für die Single Old Town Road - Kanada - 2022: für die Single That’s What I Want - Neuseeland - 2023: für die Single Industry Baby - Österreich - 2023: für die Single Old Town Road - Vereinigtes Königreich - 2021: für die Single Old Town Road - Australien - 2022: für die Single Montero (Call Me by Your Name) - Portugal - 2023: für die Single Industry Baby - 2023: für die Single Montero (Call Me by Your Name) - 2023: für die Single Old Town Road - Schweiz - 2020: für die Single Old Town Road - Südafrika - 2024: für die Single That’s What I Want - Kanada - 2022: für die Single Panini - Südafrika - 2024: für die Single Montero (Call Me by Your Name) - Australien - 2022: für die Single Industry Baby - Kanada - 2022: für die Single Industry Baby - 2022: für die Single Montero (Call Me by Your Name) - Südafrika - 2024: für die Single Industry Baby - Vereinigte Staaten - 2023: für die Single Panini - 2024: für die Single Industry Baby - 2024: für die Single Montero (Call Me by Your Name) - Neuseeland - 2023: für die Single Old Town Road - Südafrika - 2024: für die Single Old Town Road - Australien - 2022: für die Single Old Town Road - Vereinigte Staaten - 2022: für die Single Old Town Road - Brasilien - 2021: für die Single Panini - 2022: für die Single Holiday - 2022: für die Single That’s What I Want - 2023: für das Album Montero - Deutschland - 2022: für die Single Old Town Road - Frankreich - 2019: für die Single Old Town Road - 2021: für die Single Montero (Call Me by Your Name) - 2022: für die Single Industry Baby - 2023: für die Single That’s What I Want - 2023: für die Single Star Walkin’ (League of Legends Worlds Anthem) - Kanada - 2019: für die Single Old Town Road - Mexiko - 2022: für die Single Old Town Road - Polen - 2020: für die Single Old Town Road - Brasilien - 2021: für die Single Old Town Road - 2022: für die Single Montero (Call Me by Your Name) - 2022: für die Single Industry Baby |

## Auszeichnungen nach Alben

### 7
| Land/Region                  | Auszeichnungen für Musikverkäufe (Land/Region, Auszeichnung, Verkäufe) | Verkäufe  |
| ---------------------------- | ---------------------------------------------------------------------- | --------- |
| Brasilien (PMB)              | 3× Platin                                                              | 120.000   |
| Dänemark (IFPI)              | Gold                                                                   | 10.000    |
| Frankreich (SNEP)            | Gold                                                                   | 50.000    |
| Kanada (MC)                  | 2× Platin                                                              | 160.000   |
| Mexiko (AMPROFON)            | Gold                                                                   | 30.000    |
| Neuseeland (RMNZ)            | 2× Platin                                                              | 30.000    |
| Norwegen (IFPI)              | Platin                                                                 | 20.000    |
| Polen (ZPAV)                 | Platin                                                                 | 20.000    |
| Schweiz (IFPI)               | Platin                                                                 | 20.000    |
| Singapur (RIAS)              | Gold                                                                   | 5.000     |
| Vereinigte Staaten (RIAA)    | 2× Platin                                                              | 2.000.000 |
| Vereinigtes Königreich (BPI) | Silber                                                                 | 60.000    |
| Insgesamt                    | 1× Silber · 4× Gold · 12× Platin ·                                     | 2.525.000 |

### Montero
| Land/Region                  | Auszeichnungen für Musikverkäufe (Land/Region, Auszeichnung, Verkäufe) | Verkäufe  |
| ---------------------------- | ---------------------------------------------------------------------- | --------- |
| Australien (ARIA)            | Gold                                                                   | 35.000    |
| Belgien (BRMA)               | 2× Platin                                                              | 40.000    |
| Brasilien (PMB)              | Diamant                                                                | 160.000   |
| Dänemark (IFPI)              | Platin                                                                 | 20.000    |
| Frankreich (SNEP)            | Platin                                                                 | 100.000   |
| Italien (FIMI)               | Platin                                                                 | 50.000    |
| Kanada (MC)                  | 2× Platin                                                              | 160.000   |
| Neuseeland (RMNZ)            | 2× Platin                                                              | 30.000    |
| Norwegen (IFPI)              | Platin                                                                 | 20.000    |
| Polen (ZPAV)                 | 2× Platin                                                              | 40.000    |
| Portugal (AFP)               | Gold                                                                   | 3.500     |
| Schweden (IFPI)              | Platin                                                                 | 30.000    |
| Schweiz (IFPI)               | Platin                                                                 | 20.000    |
| Singapur (RIAS)              | Gold                                                                   | 5.000     |
| Vereinigte Staaten (RIAA)    | 2× Platin                                                              | 2.000.000 |
| Vereinigtes Königreich (BPI) | Gold                                                                   | 100.000   |
| Insgesamt                    | 4× Gold · 16× Platin · 1× Diamant ·                                    | 2.813.500 |

## Auszeichnungen nach Singles

### Old Town Road
| Land/Region                  | Auszeichnungen für Musikverkäufe (Land/Region, Auszeichnung, Verkäufe) | Verkäufe   |
| ---------------------------- | ---------------------------------------------------------------------- | ---------- |
| Australien (ARIA)            | 15× Platin                                                             | 1.050.000  |
| Belgien (BRMA)               | 3× Platin                                                              | 120.000    |
| Brasilien (PMB)              | 3× Diamant · + Platin (feat. RM of BTS)                                | 520.000    |
| Dänemark (IFPI)              | 3× Platin                                                              | 270.000    |
| Deutschland (BVMI)           | Diamant                                                                | 1.000.000  |
| Frankreich (SNEP)            | Diamant                                                                | 333.333    |
| Irland (IRMA)                | 2× Platin                                                              | 30.000     |
| Italien (FIMI)               | 3× Platin                                                              | 150.000    |
| Kanada (MC)                  | Diamant                                                                | 800.000    |
| Mexiko (AMPROFON)            | Diamant · + 3× Gold                                                    | 390.000    |
| Neuseeland (RMNZ)            | 8× Platin                                                              | 240.000    |
| Niederlande (NVPI)           | 3× Platin                                                              | 240.000    |
| Norwegen (IFPI)              | 2× Platin · + 2× Platin (Remix)                                        | 240.000    |
| Österreich (IFPI)            | 4× Platin                                                              | 120.000    |
| Polen (ZPAV)                 | Diamant                                                                | 100.000    |
| Portugal (AFP)               | 5× Platin                                                              | 50.000     |
| Schweden (IFPI)              | 2× Platin                                                              | 160.000    |
| Schweiz (IFPI)               | 5× Platin                                                              | 100.000    |
| Spanien (Promusicae)         | Platin · + Gold (Remix)                                                | 90.000     |
| Südafrika (RISA)             | 8× Platin                                                              | 160.000    |
| Vereinigte Staaten (RIAA)    | 17× Platin · + Gold (Diplo Remix)                                      | 17.500.000 |
| Vereinigtes Königreich (BPI) | 4× Platin                                                              | 2.400.000  |
| Insgesamt                    | 11× Gold · 75× Platin · 9× Diamant ·                                   | 26.063.333 |

### Panini
| Land/Region                  | Auszeichnungen für Musikverkäufe (Land/Region, Auszeichnung, Verkäufe) | Verkäufe  |
| ---------------------------- | ---------------------------------------------------------------------- | --------- |
| Australien (ARIA)            | 3× Platin                                                              | 210.000   |
| Belgien (BRMA)               | Gold                                                                   | 20.000    |
| Brasilien (PMB)              | Diamant                                                                | 160.000   |
| Dänemark (IFPI)              | Gold                                                                   | 45.000    |
| Frankreich (SNEP)            | Gold                                                                   | 100.000   |
| Italien (FIMI)               | Gold                                                                   | 35.000    |
| Kanada (MC)                  | 6× Platin                                                              | 480.000   |
| Mexiko (AMPROFON)            | Gold                                                                   | 30.000    |
| Neuseeland (RMNZ)            | 2× Platin                                                              | 60.000    |
| Norwegen (IFPI)              | Platin                                                                 | 60.000    |
| Polen (ZPAV)                 | Platin                                                                 | 20.000    |
| Portugal (AFP)               | Platin                                                                 | 10.000    |
| Schweiz (IFPI)               | Gold                                                                   | 10.000    |
| Spanien (Promusicae)         | Gold                                                                   | 30.000    |
| Vereinigte Staaten (RIAA)    | 7× Platin                                                              | 7.000.000 |
| Vereinigtes Königreich (BPI) | Platin                                                                 | 600.000   |
| Insgesamt                    | 7× Gold · 22× Platin · 1× Diamant ·                                    | 8.870.000 |

### Rodeo
| Land/Region                  | Auszeichnungen für Musikverkäufe (Land/Region, Auszeichnung, Verkäufe) | Verkäufe  |
| ---------------------------- | ---------------------------------------------------------------------- | --------- |
| Australien (ARIA)            | Gold                                                                   | 35.000    |
| Brasilien (PMB)              | 3× Platin                                                              | 120.000   |
| Frankreich (SNEP)            | Gold                                                                   | 100.000   |
| Kanada (MC)                  | 2× Platin                                                              | 160.000   |
| Polen (ZPAV)                 | Gold                                                                   | 10.000    |
| Vereinigte Staaten (RIAA)    | 3× Platin                                                              | 3.000.000 |
| Vereinigtes Königreich (BPI) | Silber                                                                 | 200.000   |
| Insgesamt                    | 1× Silber · 3× Gold · 8× Platin ·                                      | 3.625.000 |

### Holiday
| Land/Region                  | Auszeichnungen für Musikverkäufe (Land/Region, Auszeichnung, Verkäufe) | Verkäufe  |
| ---------------------------- | ---------------------------------------------------------------------- | --------- |
| Australien (ARIA)            | Platin                                                                 | 70.000    |
| Belgien (BRMA)               | Gold                                                                   | 20.000    |
| Brasilien (PMB)              | Diamant                                                                | 160.000   |
| Dänemark (IFPI)              | Gold                                                                   | 45.000    |
| Deutschland (BVMI)           | Gold                                                                   | 200.000   |
| Frankreich (SNEP)            | Gold                                                                   | 100.000   |
| Griechenland (IFPI)          | Gold                                                                   | 10.000    |
| Kanada (MC)                  | Gold                                                                   | 40.000    |
| Norwegen (IFPI)              | Platin                                                                 | 60.000    |
| Polen (ZPAV)                 | Gold                                                                   | 10.000    |
| Portugal (AFP)               | Platin                                                                 | 10.000    |
| Schweden (IFPI)              | Gold                                                                   | 40.000    |
| Schweiz (IFPI)               | Gold                                                                   | 10.000    |
| Vereinigte Staaten (RIAA)    | 2× Platin                                                              | 2.000.000 |
| Vereinigtes Königreich (BPI) | Silber                                                                 | 200.000   |
| Insgesamt                    | 1× Silber · 9× Gold · 4× Platin · 1× Diamant ·                         | 2.975.000 |

### Montero (Call Me by Your Name)
| Land/Region                  | Auszeichnungen für Musikverkäufe (Land/Region, Auszeichnung, Verkäufe) | Verkäufe   |
| ---------------------------- | ---------------------------------------------------------------------- | ---------- |
| Australien (ARIA)            | 5× Platin                                                              | 350.000    |
| Belgien (BRMA)               | Gold                                                                   | 20.000     |
| Brasilien (PMB)              | 3× Diamant                                                             | 480.000    |
| Dänemark (IFPI)              | Platin                                                                 | 90.000     |
| Deutschland (BVMI)           | Platin                                                                 | 600.000    |
| Frankreich (SNEP)            | Diamant                                                                | 333.333    |
| Griechenland (IFPI)          | 2× Platin                                                              | 40.000     |
| Italien (FIMI)               | 2× Platin                                                              | 140.000    |
| Kanada (MC)                  | 7× Platin                                                              | 560.000    |
| Mexiko (AMPROFON)            | 2× Platin                                                              | 280.000    |
| Neuseeland (RMNZ)            | 2× Platin                                                              | 60.000     |
| Norwegen (IFPI)              | 2× Platin                                                              | 120.000    |
| Österreich (IFPI)            | Platin                                                                 | 30.000     |
| Polen (ZPAV)                 | 2× Platin                                                              | 100.000    |
| Portugal (AFP)               | 5× Platin                                                              | 50.000     |
| Schweden (IFPI)              | Platin                                                                 | 80.000     |
| Schweiz (IFPI)               | 3× Platin                                                              | 60.000     |
| Spanien (Promusicae)         | 3× Platin                                                              | 180.000    |
| Südafrika (RISA)             | 6× Platin                                                              | 120.000    |
| Vereinigte Staaten (RIAA)    | 7× Platin                                                              | 7.000.000  |
| Vereinigtes Königreich (BPI) | 2× Platin                                                              | 1.200.000  |
| Insgesamt                    | 1× Gold · 54× Platin · 4× Diamant ·                                    | 11.893.333 |

### Sun Goes Down
| Land/Region               | Auszeichnungen für Musikverkäufe (Land/Region, Auszeichnung, Verkäufe) | Verkäufe |
| ------------------------- | ---------------------------------------------------------------------- | -------- |
| Brasilien (PMB)           | Platin                                                                 | 40.000   |
| Kanada (MC)               | Gold                                                                   | 40.000   |
| Vereinigte Staaten (RIAA) | Gold                                                                   | 500.000  |
| Insgesamt                 | 2× Gold · 1× Platin ·                                                  | 580.000  |

### Industry Baby
| Land/Region                  | Auszeichnungen für Musikverkäufe (Land/Region, Auszeichnung, Verkäufe) | Verkäufe   |
| ---------------------------- | ---------------------------------------------------------------------- | ---------- |
| Australien (ARIA)            | 7× Platin                                                              | 490.000    |
| Belgien (BRMA)               | Platin                                                                 | 40.000     |
| Brasilien (PMB)              | 3× Diamant                                                             | 480.000    |
| Dänemark (IFPI)              | 2× Platin                                                              | 180.000    |
| Deutschland (BVMI)           | Platin                                                                 | 600.000    |
| Frankreich (SNEP)            | Diamant                                                                | 333.333    |
| Griechenland (IFPI)          | 3× Platin                                                              | 60.000     |
| Italien (FIMI)               | 2× Platin                                                              | 200.000    |
| Kanada (MC)                  | 7× Platin                                                              | 560.000    |
| Mexiko (AMPROFON)            | 5× Gold                                                                | 350.000    |
| Neuseeland (RMNZ)            | 4× Platin                                                              | 120.000    |
| Norwegen (IFPI)              | Platin                                                                 | 60.000     |
| Polen (ZPAV)                 | 3× Platin                                                              | 150.000    |
| Portugal (AFP)               | 5× Platin                                                              | 50.000     |
| Schweden (IFPI)              | Platin                                                                 | 80.000     |
| Schweiz (IFPI)               | 2× Platin                                                              | 40.000     |
| Spanien (Promusicae)         | 2× Platin                                                              | 120.000    |
| Südafrika (RISA)             | 7× Platin                                                              | 280.000    |
| Vereinigte Staaten (RIAA)    | 7× Platin                                                              | 7.000.000  |
| Vereinigtes Königreich (BPI) | 2× Platin                                                              | 1.200.000  |
| Insgesamt                    | 1× Gold · 59× Platin · 4× Diamant ·                                    | 12.393.333 |

### That’s What I Want
| Land/Region                  | Auszeichnungen für Musikverkäufe (Land/Region, Auszeichnung, Verkäufe) | Verkäufe  |
| ---------------------------- | ---------------------------------------------------------------------- | --------- |
| Australien (ARIA)            | 4× Platin                                                              | 280.000   |
| Belgien (BRMA)               | Gold                                                                   | 20.000    |
| Brasilien (PMB)              | Diamant                                                                | 160.000   |
| Dänemark (IFPI)              | Platin                                                                 | 90.000    |
| Deutschland (BVMI)           | Gold                                                                   | 200.000   |
| Frankreich (SNEP)            | Diamant                                                                | 333.333   |
| Griechenland (IFPI)          | Gold                                                                   | 10.000    |
| Italien (FIMI)               | Platin                                                                 | 100.000   |
| Kanada (MC)                  | 4× Platin                                                              | 320.000   |
| Mexiko (AMPROFON)            | Gold                                                                   | 70.000    |
| Neuseeland (RMNZ)            | Platin                                                                 | 30.000    |
| Norwegen (IFPI)              | Gold                                                                   | 30.000    |
| Polen (ZPAV)                 | Platin                                                                 | 50.000    |
| Portugal (AFP)               | Platin                                                                 | 10.000    |
| Schweden (IFPI)              | Gold                                                                   | 40.000    |
| Schweiz (IFPI)               | Platin                                                                 | 20.000    |
| Spanien (Promusicae)         | Platin                                                                 | 60.000    |
| Südafrika (RISA)             | 5× Platin                                                              | 100.000   |
| Vereinigte Staaten (RIAA)    | 3× Platin                                                              | 3.000.000 |
| Vereinigtes Königreich (BPI) | Platin                                                                 | 600.000   |
| Insgesamt                    | 6× Gold · 24× Platin · 2× Diamant ·                                    | 5.523.333 |

### Star Walkin’ (League of Legends Worlds Anthem)
| Land/Region                  | Auszeichnungen für Musikverkäufe (Land/Region, Auszeichnung, Verkäufe) | Verkäufe  |
| ---------------------------- | ---------------------------------------------------------------------- | --------- |
| Australien (ARIA)            | Platin                                                                 | 70.000    |
| Belgien (BRMA)               | Gold                                                                   | 20.000    |
| Dänemark (IFPI)              | Gold                                                                   | 45.000    |
| Deutschland (BVMI)           | Gold                                                                   | 200.000   |
| Frankreich (SNEP)            | Diamant                                                                | 333.333   |
| Italien (FIMI)               | Platin                                                                 | 100.000   |
| Kanada (MC)                  | Gold                                                                   | 40.000    |
| Österreich (IFPI)            | Gold                                                                   | 15.000    |
| Polen (ZPAV)                 | Platin                                                                 | 50.000    |
| Portugal (AFP)               | Gold                                                                   | 5.000     |
| Schweiz (IFPI)               | Gold                                                                   | 10.000    |
| Spanien (Promusicae)         | Gold                                                                   | 30.000    |
| Ungarn (MAHASZ)              | Platin                                                                 | 4.000     |
| Vereinigte Staaten (RIAA)    | Platin                                                                 | 1.000.000 |
| Vereinigtes Königreich (BPI) | Silber                                                                 | 200.000   |
| Insgesamt                    | 1× Silber · 8× Gold · 5× Platin · 1× Diamant ·                         | 2.122.333 |

### He Knows
| Land/Region     | Auszeichnungen für Musikverkäufe (Land/Region, Auszeichnung, Verkäufe) | Verkäufe |
| --------------- | ---------------------------------------------------------------------- | -------- |
| Brasilien (PMB) | Gold                                                                   | 20.000   |
| Insgesamt       | 1× Gold ·                                                              | 20.000   |

## Auszeichnungen nach Liedern

### Scoop
| Land/Region               | Auszeichnungen für Musikverkäufe (Land/Region, Auszeichnung, Verkäufe) | Verkäufe |
| ------------------------- | ---------------------------------------------------------------------- | -------- |
| Brasilien (PMB)           | Platin                                                                 | 40.000   |
| Vereinigte Staaten (RIAA) | Gold                                                                   | 500.000  |
| Insgesamt                 | 1× Gold · 1× Platin ·                                                  | 540.000  |

### Dolla Sign Slime
| Land/Region     | Auszeichnungen für Musikverkäufe (Land/Region, Auszeichnung, Verkäufe) | Verkäufe |
| --------------- | ---------------------------------------------------------------------- | -------- |
| Brasilien (PMB) | Gold                                                                   | 20.000   |
| Insgesamt       | 1× Gold ·                                                              | 20.000   |

### Dead Right Now
| Land/Region     | Auszeichnungen für Musikverkäufe (Land/Region, Auszeichnung, Verkäufe) | Verkäufe |
| --------------- | ---------------------------------------------------------------------- | -------- |
| Brasilien (PMB) | Gold                                                                   | 20.000   |
| Insgesamt       | 1× Gold ·                                                              | 20.000   |

### Tales of Dominica
| Land/Region     | Auszeichnungen für Musikverkäufe (Land/Region, Auszeichnung, Verkäufe) | Verkäufe |
| --------------- | ---------------------------------------------------------------------- | -------- |
| Brasilien (PMB) | Gold                                                                   | 20.000   |
| Insgesamt       | 1× Gold ·                                                              | 20.000   |

### Am I Dreaming
| Land/Region     | Auszeichnungen für Musikverkäufe (Land/Region, Auszeichnung, Verkäufe) | Verkäufe |
| --------------- | ---------------------------------------------------------------------- | -------- |
| Brasilien (PMB) | Gold                                                                   | 20.000   |
| Insgesamt       | 1× Gold ·                                                              | 20.000   |

## Statistik und Quellen
| Land/RegionAuszeichnungen für Musikverkäufe (Land/Region, Auszeichnungen, Verkäufe, Quellen) | Silber     | Gold       | Platin         | Diamant       | Verkäufe   | Quellen              |
| -------------------------------------------------------------------------------------------- | ---------- | ---------- | -------------- | ------------- | ---------- | -------------------- |
| Australien (ARIA)                                                                            | —          | 2× Gold2   | 36× Platin36   | —             | 2.590.000  | aria.com.au          |
| Belgien (BRMA)                                                                               | —          | 5× Gold5   | 7× Platin7     | —             | 340.000    | ultratop.be          |
| Brasilien (PMB)                                                                              | —          | 5× Gold5   | 9× Platin9     | 13× Diamant13 | 2.540.000  | pro-musicabr.org.br  |
| Dänemark (IFPI)                                                                              | —          | 4× Gold4   | 8× Platin8     | —             | 795.000    | ifpi.dk              |
| Deutschland (BVMI)                                                                           | —          | 3× Gold3   | 2× Platin2     | Diamant1      | 2.800.000  | musikindustrie.de    |
| Frankreich (SNEP)                                                                            | —          | 4× Gold4   | Platin1        | 5× Diamant5   | 2.116.665  | snepmusique.com      |
| Griechenland (IFPI)                                                                          | —          | 2× Gold2   | 5× Platin5     | —             | 120.000    | Einzelnachweise      |
| Irland (IRMA)                                                                                | —          | —          | 2× Platin2     | —             | 30.000     | Einzelnachweise      |
| Italien (FIMI)                                                                               | —          | Gold1      | 10× Platin10   | —             | 775.000    | fimi.it              |
| Kanada (MC)                                                                                  | —          | 3× Gold3   | 30× Platin30   | Diamant1      | 3.320.000  | musiccanada.com      |
| Mexiko (AMPROFON)                                                                            | —          | 5× Gold5   | 5× Platin5     | Diamant1      | 1.210.000  | amprofon.com.mx      |
| Neuseeland (RMNZ)                                                                            | —          | —          | 21× Platin21   | —             | 570.000    | radioscope.co.nz NZ2 |
| Niederlande (NVPI)                                                                           | —          | —          | 3× Platin3     | —             | 240.000    | nvpi.nl              |
| Norwegen (IFPI)                                                                              | —          | Gold1      | 11× Platin11   | —             | 610.000    | ifpi.no              |
| Österreich (IFPI)                                                                            | —          | Gold1      | 5× Platin5     | —             | 165.000    | ifpi.at              |
| Polen (ZPAV)                                                                                 | —          | 2× Gold2   | 11× Platin11   | Diamant1      | 550.000    | olis.pl              |
| Portugal (AFP)                                                                               | —          | 2× Gold2   | 18× Platin18   | —             | 188.500    | Einzelnachweise      |
| Schweden (IFPI)                                                                              | —          | 2× Gold2   | 5× Platin5     | —             | 430.000    | sverigetopplistan.se |
| Schweiz (IFPI)                                                                               | —          | 3× Gold3   | 13× Platin13   | —             | 290.000    | hitparade.ch         |
| Singapur (RIAS)                                                                              | —          | 2× Gold2   | —              | —             | 10.000     | rias.org.sg          |
| Spanien (Promusicae)                                                                         | —          | 3× Gold3   | 7× Platin7     | —             | 510.000    | elportaldemusica.es  |
| Südafrika (RISA)                                                                             | —          | —          | 26× Platin26   | —             | 660.000    | Einzelnachweise      |
| Ungarn (MAHASZ)                                                                              | —          | —          | Platin1        | —             | 4.000      | slagerlistak.hu      |
| Vereinigte Staaten (RIAA)                                                                    | —          | 3× Gold3   | 41× Platin41   | Diamant1      | 52.500.000 | riaa.com             |
| Vereinigtes Königreich (BPI)                                                                 | 4× Silber4 | Gold1      | 10× Platin10   | —             | 6.760.000  | bpi.co.uk            |
| Insgesamt                                                                                    | 4× Silber4 | 54× Gold54 | 287× Platin287 | 23× Diamant23 |            |                      |